# Xã Northfork, Quận Barton, Missouri
Xã Northfork (tiếng Anh: Northfork Township) là một xã thuộc quận Barton, tiểu bang Missouri, Hoa Kỳ. Năm 2010, dân số của xã này là 263 người.